# 내 아들아
"내 아들아"는 1971년 공개된 대한민국의 영화이다.

## 배역
- 황정순
- 김희라
- 남미리